# Katharina Gorgi
Katharina Gorgi (* 2. April 1994 in Wien) ist eine österreichische Sängerin, Schauspielerin, Musicaldarstellerin und Violinistin.

## Leben und Ausbildung
Katharina Gorgi wuchs als Tochter einer klinischen Psychologin und eines Wirtschaftsinformatikers gemeinsam mit ihren drei Geschwistern in Wien auf. Im Alter von fünf Jahren begann sie mit ihrem ersten Geigenunterricht und startete ihre Tanzausbildung am Performing Center Austria. Mit sieben Jahren trat sie der Chorschule der Wiener Sängerknaben bei und wechselte im Alter von zehn Jahren in den neu gegründeten Kinderchor der Volksoper Wien, später in den Jugendchor der Volksoper. Zusammen mit ihren Geschwistern trat sie außerdem regelmäßig in einem Jugendstreichensemble auf.
2010 wurde sie in den Vorstudienlehrgang für Violine an der Universität für Musik und Darstellende Kunst Wien (MDW) aufgenommen. Nach dem Abschluss des Musikgymnasiums Wien setzte sie ihr Studium im Konzertfach Violine an der MDW fort. 2014 folgte überdies das Studium Musikalisches Unterhaltungstheater an der Musik und Kunst Universität der Stadt Wien (MUK, vorher „Konservatorium Wien“), das sie 2018 mit Auszeichnung abschloss. 2019 nahm sie am „Acting Summer Conservatory“ in New York teil. Seit 2022 studiert sie zudem Musiktherapie an der MDW und absolvierte 2024 ihren Master in Psychomotorik an der Universität Wien.

## Karriere
Ihr Debüt in der Musiktheaterwelt gab Katharina Gorgi im Alter von zehn Jahren mit der Rolle der kleinen Brigitte von Trapp in The Sound of Music an der Volksoper Wien. Es folgten weitere Rollen, darunter die Louise von Trapp und die Liesl in Ein Walzertraum sowie Auftritte mit dem Kinderchor der Volksoper.
Neben ihrer Musicalkarriere trat sie als Violinsolistin auf, unter anderem im Justizpalast Wien sowie als Filmtochter von Markus Meyer in Soko Donau, in der Rolle einer jungen Violinvirtuosin.
Während ihrer Studienzeit sammelte Gorgi umfangreiche Bühnenerfahrung. Sie trat unter anderem in der Uraufführung von Camilo Chamäleon als Frau Mücke, in Hänsel und Gretel an der Volksoper sowie in der Show Last Midnight im MuTh auf. 2016 war sie als Urleen in Footloose beim Musicalsommer Amstetten zu sehen und 2017 in Grimm! als Schweinchen Wild im Theater der Jugend und als Gott Amor in Here Come the Lovers im Theater im Zentrum.
Im letzten Ausbildungsjahr an der MUK erhielt sie 2017 ein Engagement am Raimundtheater Wien als Cover Emma Carter für die Uraufführung von I am from Austria. Ab Sommer 2018 trat sie als Sophie in Mamma Mia! (Stage Entertainment Tour) auf und durfte für die „Sing-Along“ Vorstellung von I am from Austria als Emma Carter ans Raimundtheater zurückkehren.
Im September 2020 übernahm Gorgi erneut die Rolle der Sophie im Stage Theater des Westens in Berlin. Zudem trat sie im März 2020 zusammen mit Thomas Gottschalk in Werbefilmen für die Firma GEERS auf.
In der Spielzeit 2021/22 verkörperte sie die Titelrolle in Roxy und ihr Wunderteam an der Volksoper Wien, für die sie im September 2023 mit dem Österreichischen Musiktheaterpreis als „Beste Newcomerin“ ausgezeichnet wurde.
2022 übernahm sie die Rolle der Rizzo in Grease beim Musical Sommer Amstetten sowie 2023 Soulgirl in Jesus Christ Superstar im Raimund Theater.
Ihre Violinkenntnisse wurden in unterschiedliche Bühnenproduktionen eingebaut, u. a. in Roxy und ihr Wunderteam, I am from Austria und Camilo Chamäleon.
Seit Oktober 2023 spielt Katharina Gorgi Falcos Ehefrau Isabella in Rock Me Amadeus – Das Falco Musical.

## Rollen (Auswahl)
- Cover Emma Carter & Ensemble in I am from Austria – Raimundtheater Wien[10]
- Sophie in Mamma Mia – Theater des Westens Berlin sowie Stage Entertainment Tourproduktion[17]
- Roxy in Roxy und ihr Wunderteam – Volksoper Wien[12][18]
- Soulgirl in Jesus Christ Superstar – Raimundtheater Wien[4]
- Isabella in Rock Me Amadeus – Ronacher Wien[19]

## Auszeichnungen
- Österreichischer Musiktheaterpreis 2023: Beste Newcomerin[14][15][4]

## Diskografie
- Rock me Amadeus – das Falco Musical